# 中国共产党第二十届中央委员会第二次全体会议
中国共产党第二十届中央委员会第二次全体会议，简称中共二十届二中全会，于2023年2月26日至2月28日在北京市召开。

## 全会内容
全会听取和讨论了中共中央总书记习近平受中央政治局委托所作的工作报告。
全会审议通过了中央政治局提出的拟向十四届全国人大一次会议推荐的国家机构领导人员人选建议名单，以及拟向全国政协十四届一次会议推荐的全国政协领导人员人选建议名单，并决定将这两个建议名单分别向十四届全国人大一次会议主席团和全国政协十四届一次会议主席团推荐。
全会审议通过了《党和国家机构改革方案》，并同意将《党和国家机构改革方案》的部分内容按照法定程序提交十四届全国人大一次会议审议。会议期间，习近平就《党和国家机构改革方案（草案）》向全会作了说明。